# Poa glaberrima
Poa glaberrima är en gräsart som beskrevs av Oscar Tovar. Poa glaberrima ingår i släktet gröen, och familjen gräs. Inga underarter finns listade i Catalogue of Life.